# Historia del Valencia Club de Fútbol
El Valencia Club de Fútbol SAD es un club de fútbol español de la ciudad de Valencia (Comunidad Valenciana, España). Fue fundado el 18 de marzo de 1918 y juega en la Primera División de España. Disputa los encuentros como local en el Estadio de Mestalla con una capacidad para 48.600 espectadores.
En la clasificación histórica de LaLiga el Valencia Club de Fútbol SAD ocupa el 4.º puesto por detrás de Real Madrid, FC Barcelona y Atlético de Madrid. Es el quinto club español con más títulos nacionales (15 campeonatos), por detrás de Real Madrid, FC Barcelona, Athletic Club y Atlético de Madrid. Cuenta con 6 títulos de Liga, 8 Copas del Rey una Supercopa de España y un título antecesor de esta última, también cuenta en sus vitrinas con 6 títulos europeos (1 Recopa de Europa, 1 Copa de la UEFA, 2 Copa de Ferias y 2 Supercopa de Europa), siendo el cuarto club español con el mayor número de partidos disputados y victorias en todas las competiciones europeas oficiales.
Está situado en el 25.º puesto de los clubes más ricos del mundo, con 99,3 millones de euros, siendo el 5.º club español en la lista tras Real Madrid CF, FC Barcelona, Atlético de Madrid y Sevilla FC. Tiene 45.000 socios, y más de 500 peñas, Según una encuesta realizada por el CIS en junio de 2007, el Valencia CF es el cuarto club de fútbol en porcentaje en cuanto a simpatizantes en España (3,5%), por detrás de Real Madrid CF (37,9%), FC Barcelona (25,4%), y Atlético de Madrid (6,1%).
Este artículo resume la historia del club en el siglo XX y tiene su continuidad en la Historia del Valencia Club de Fútbol (Siglo XXI).

## Fundación
El Valencia Foot-ball Club se gestó el 1 de marzo de 1919 en un céntrico bar de la capital del Turia, concretamente en el Bar Torino que se ubicaba en el número 8 de la calle ya desaparecida de la "Bajada de San Francisco", en el extremo norte de la actual plaza del Ayuntamiento. Ese día un grupo de entusiastas futboleros, dedicados a hablar de este deporte en dicho bar, decidieron formar un nuevo club competitivo y que representara a toda la ciudad de Valencia. La decisión vino como consecuencia de la desaparición del club Deportivo Español de Valencia tras la trágica muerte de un joven jugador, Luis Bonora. Tras constantes deliberaciones decidieron que debía llamarse Valencia Foot-ball Club, con el nombre de la ciudad como el entonces ya desaparecido primer club creado en la ciudad, el Club Valencia de fútbol. 
Nombraron una Comisión Constituyente y presentaron en el Gobierno Civil los Reglamentos del club. Los integrantes de aquel grupo eran Octavio Augusto Milego Díaz, Gonzalo Medina Pernas, Fernando Marzal Queral, Andrés Bonilla Folgado, Pascual Gascó Ballester, Julio Gascó Zaragozá, Adolfo de Moya y José Llorca Rodríguez. La mayoría de aquel grupo de amigos formaba parte, entre otros, del dramáticamente extinto Deportivo Español, equipo que se disolvió a causa de la muerte del joven Luis Bonora, de 21 años y estudiante de arquitectura, tras un partido amistoso contra el Illice Foot-ball Club el 5 de enero de 1919, en el que sufrió un encontronazo fortuito con el rival Aucejo del cual resultó con una pierna fracturada y que, aunque fue atendido en el propio campo, y más tarde en una casa de un médico en Elche y trasladado de urgencia a Valencia, falleció a causa de una embolia tres días después.
El 18 de marzo de 1919 fueron aprobados oficialmente los Estatutos, nacía así oficialmente el Valencia Foot-ball Club. El 4 de abril del mismo año se constituía la primera Junta Directiva, el primer presidente fue Octavio Augusto Milego Díaz, elegido al azar lanzando una moneda al aire con Gonzalo Medina Pernas, quien tuvo que quedarse con la parcela de la comisión constituyente y organización de festejos, Fernando Marzal Queral quedó como secretario y Andrés Bonilla Folgado ocupó el puesto de tesorero.
El 21 de mayo de 1919 comenzaba la vida deportiva del club. El primer partido fue contra el Gimnástico en Castellón con motivo de las fiestas de la ciudad de La Plana, perdió el Valencia FC por 1-0 con gol de Morris. La primera alineación de la historia (con el 1-2-3-5 que se usaba en la época) fue la siguiente: Marco; Amador Peris, Julio Gascó; Fernando Marzal, Pepe Llobet, Antonio Ferré; Fernández, Umbert, Martínez Ibarra, Aliaga y Gómez Juaneda.

### Debut en el Campeonato Regional
El Valencia FC debutó ante su afición en un descampado junto al camino de Algirós, detrás de los cuarteles militares de la Alameda (junto a la actual calle de Finlandia) donde plantaron las porterías y pintaron las líneas del terreno de juego con cal, el 25 de julio de 1919, otra vez frente al Gimnástico, por el "Trofeo Feria de Julio" organizado por el Ayuntamiento de Valencia, el resultado fue de 1-1, goles de Llobet para el Valencia FC, el primero de la historia, y Marco para el Gimnástico. Jugaron el desempate dos días después con nuevo empate, esta vez 0-0. El tercer encuentro se produjo el 23 de noviembre en el que volvieron a empatar, 2-2. El cuarto y último partido se disputó el 21 de diciembre y terminó venciendo el Valencia FC por 1-0 con gol polémico. El trofeo fue a parar a manos del Gimnástico por haber ganado más partidos que el resto de clubes. Tomaron parte para la competición los equipos más importantes de la ciudad: España, Gimnástico, Levante FC, Sagunto y Valencia FC.

### El campo de Algirós
Entre tanto, Octavio Augusto Milego y Gonzalo Medina arrendaron el solar de Algirós, cerca del actual Mestalla, a su propietario Eugenio Miquel por 100 pesetas al mes. Una vez arrendado quedaba acondicionar el terreno, vallarlo, construir las casetas, taquillas... Todo ello se pudo lograr gracias a la donación de un anónimo por valor de 25.000 pesetas. Más tarde se sabría que esa donación correspondía a Gonzalo Medina con dinero destinado para su boda la cual tuvo que aplazar. Así pues, el campo de Algirós se acondicionó y quedó apto para su inauguración oficial, que tuvo lugar el día 7 de diciembre de 1919, con el Castalia de Castellón como adversario. Se recaudó por taquilla 37 pesetas y 50 céntimos, que fue donado íntegramente al Hospital Infantil Gómez Ferrer. En dicho encuentro debutó para el Valencia FC el jugador Eduardo Cubells, que más tarde sería el primer internacional que dio Valencia a la Selección de fútbol de España.
El 18 de marzo de 1920 se contrata al Universitary de Barcelona para celebrar el primer aniversario de la fundación del club, fue así el primer club de fuera de la provincia de Valencia que jugó en Algirós.
El primer encuentro disputado por el Valencia FC contra un equipo extranjero se jugó el 26 de julio de 1922 contra el Cette francés en Algirós y venció el conjunto valenciano por 5-0, todos los goles marcados por el delantero centro Montes.

## Primer título regional y el debut en la Copa de España
La temporada 1922/23 fue magnífica, el Valencia se proclamó por primera vez campeón regional tras ganar todos sus partidos. El 14 de febrero de 1923 jugó ante el campeón murciano, el Murcia FC en una eliminatoria de ida y vuelta para decidir quién participaría en la Copa de España. El partido de ida lo ganó el Valencia por 3-0 y el partido de vuelta en La Condomina se saldó con empate a 1.
El Valencia preparó con mucha ilusión la copa y el 5 de marzo jugó su primer partido ante el poderoso Sporting de Gijón. En un campo en malas condiciones por la lluvia el Valencia consiguió una victoria por la mínima en el minuto 88. La vuelta en el Estadio Municipal El Molinón se saldó con una aplastante victoria del Sporting 6-1 y las polémicas expulsiones de Marín e Hipólito. El portero valencianista Mariano se retiró del campo en protesta por el arbitraje.
El partido de desempate se jugó en Oviedo dos días después y lo ganó el Sporting 2-0, por lo que el Valencia quedó apeado de la competición.

## Crecimiento y traslado a Mestalla
El aumento de fama y, en consecuencia, del número de seguidores del equipo provocó que los dirigentes valencianistas además de aumentar la junta directiva buscaran terrenos en venta para construir un nuevo campo para el equipo. Se encontró uno que estaba ubicado junto a la acequia de Mestalla, de ahí la denominación del estadio. El 16 de enero de 1923 el Valencia compró los terrenos por 316.439,20 pesetas al barón de Bellver y el 20 de mayo de 1923 se inauguró el campo de Mestalla con un aforo de 17.000 espectadores en un partido entre el Valencia FC y el FC Levante que concluyó con resultado de 1-0 para los locales, gol de Montes, y en el que Juan Artal, alcalde de Valencia, hizo el saque de honor. La recaudación del encuentro se destinó a la Asociación Valenciana de Caridad.

### Expansión a otros deportes

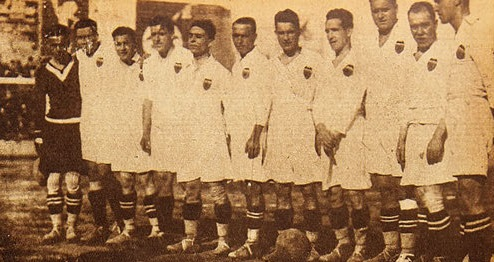
Valencia CF en 1927.

Hasta la temporada 1923/24 el Valencia no contaba con entrenador, eran los jugadores quienes decidían las alineaciones y hacían sobre el campo lo que creían necesario. El primer entrenador fue Antón Fivebr. También se ficharon a los primeros jugadores profesionales, Miguel Garrobé, Beusto Roca y Reyes, dos defensas y un medio centro.
También se busca la expansión deportiva por lo que el 26 de agosto de 1924 crea algunas secciones deportivas bajo la dirección y tutela del club blanquinegro compitiendo en hockey hierba, ciclismo, natación, atletismo, boxeo, esgrima, tenis y cinegética a las que luego se les añadiría balonmano y baloncesto.
Ese mismo año se creó la bandera del club, de la que carecía hasta entonces ya que los directivos pensaban que una entidad deportiva con más de 2.500 socios debía tener una insignia. Fue confeccionada por una cara blanca con el escudo bordado y por la otra con la senyera. Se organizaron varios actos en su honor, el 21 de septiembre se bendijo en la Basílica de la ciudad y se trasladó a Mestalla donde el capitán valencianista, Eduardo Cubells, junto a sus compañeros la pasearon por el terreno de juego para deleite de los presentes. Se jugó después un amistoso contra el Júpiter de Barcelona que ganó el Valencia 3-1. Al día siguiente volvieron a enfrentarse con victoria nuevamente local por 4-3.

## Debut en el Campeonato Nacional de Liga
El equipo "che" participó en la primera Liga, en la temporada 1928/29, quedando encuadrado en la Segunda División después de ser eliminado por el Racing de Santander que de esta forma y tras eliminar de igual manera a Betis y Sevilla FC pasó directamente a formar parte de la Primera División. Se renovó y reforzó el equipo para disputar la competición quedando cerrada la plantilla de la siguiente forma:
Porteros: Pedret, Cano y Villaroya 
Defensas: Roca, Alba, Benit Torregaray y Casto Moliné
Medios: Salvador, Molina, Amorós, G. Calvo, Imossi, Larrañaga, Raimundo Miquel, Ricart, R. Peral, S. Cervelló, Juan Costa y Jesús Navarro
Delanteros: Rino, Pérez, Picolín, Ródenas, Suárez, Sánchez, Cordellat, Torredeflot, Suay, José Vilanova, Foved.
A la vez, el Valencia participó en el Camponato Regional junto a Castellón, Levante y Gimnástico, siendo campeón el Castellón y subcampeón el Valencia.
En la Copa fue eliminado por el Racing de Madrid y Mestalla acogió la famosa Final del Agua entre RCD Español y Real Madrid

### Ascenso a Primera División
Tras dos temporadas consecutivas quedando en mitad de tabla, en la temporada 1930/31 consiguió de la mano del entrenador checoslovaco Antón Fivébr su ascenso a la Primera División al quedar campeón con 26 puntos, a tres del segundo clasificado, el Athletic Club de Madrid y del tercero el Sevilla FC. Pese al ascenso siguió participando en el Campeonato Regional hasta 1939 saliendo campeón en cinco ocasiones más.
La plantilla que consiguió el ascenso a Primera fue:
Porteros: Cano y Villaroya
Defensas: Torregaray, Melenchón, Pasarín, Conde I y Torres
Medios: Salvador, Molina, Amorós, Imossi, Arilla y Tonín
Delanteros: Torredeflot, Navarro, Vilanova, Costa, Sánchez, Picolín, Ricart, Rino, Octavio y Perona

### Primera final de Copa
Su primera final copera la viviría en 1934, bajo las órdenes del entrenador inglés Jack Greenwell procedente del FC Barcelona. Eliminando a Racing de Santander, Real Murcia en octavos, Hércules de Alicante en cuartos de final, y Real Oviedo en semifinales, el Valencia FC se aprestó a jugar la primera final de Copa de su historia, el adversario, el Real Madrid de Ricardo Zamora, Quincoces y Samitier entre otros. El encuentro disputado el 6 de mayo de 1934 en Montjuich desplazó a 12.000 valencianistas a la ciudad condal que no pudieron ver como su equipo se alzaba con el trofeo de Copa, pese a adelantarse en el marcador, puesto que perdió la final por 2-1.

### Campeonato Regional durante la Guerra Civil
Dos años después, en 1936 se inició la guerra civil española, suspendiéndose el Campeonato Nacional de Liga. El Valencia disputó el Campeonato de Levante, el cual ganó, y la Liga Mediterránea, clasificándose al quedar entre los cuatro primeros para disputar la Copa de la España Libre en los meses de junio y julio de 1937. Tras superar en la liguilla clasificatoria a Girona FC y RCD Español, se enfrentó en Barcelona en la final al Levante FC perdiendo por 1-0.

### Recuperación tras la Guerra
Tras la Guerra Civil el campo de Mestalla quedó arrasado, el comandante Alfredo Giménez Buesa fue nombrado presidente, con Luis Casanova Giner en la vicepresidencia. Ante el estado de Mestalla se decidió reconstruirlo y el 18 de junio de 1939 se disputó el primer partido de la posguerra, el encuentro enfrentó al Recuperación de Levante y Osasuna de Pamplona con resultado de 3-0. Al día siguiente jugó el Valencia FC contra Osasuna empatando a 4 goles. Las obras se aprovecharon para remodelar y ampliar la capacidad del mismo hasta los 22.000 espectadores. A su vez el caos económico tras la guerra forzó la desaparición de las secciones deportivas, medida tomada en 1940.

## Éxitos nacionales (1940 - 1952)
Luis Casanova Giner accedió a la presidencia del club en la temporada 1940/41. Poco después por el traslado del comandante Alfredo Giménez a Madrid, se cambió la denominación de Valencia Foot-ball Club a la de Valencia Club de Fútbol a través de la norma dictada por la Delegación Nacional de Deportes.
El nuevo presidente se puso a trabajar de inmediato y por ende a confeccionar el equipo de la temporada. Se realizaron los fichajes, entre otros, de Ignacio Eizaguirre, por 60.000 pesetas, y Epifanio Fernández procedentes de la Real Sociedad, que formarían parte de la mítica delantera eléctrica. Igualmente se incorporó a Guillermo Gorostiza del Athletic Club a cambio de 55.000 pesetas, que ya contaba con 31 años por entonces lo que no le impidió que con sus excelentes actuaciones por banda izquierda siguiera conservando el sobrenombre de Bala Roja. En Liga a pesar del mal comienzo se terminó en tercer lugar, y en Copa salió campeón tras derrotar al Athletic Club, al Sevilla FC, que en Liga había derrotado al equipo che por 10-3, le ganó por 8-1 en la ida en Mestalla, al Celta de Vigo en semifinales, y en la final jugada el 29 de junio en Chamartín al RCD Español por 3-1, con dos goles de Mundo y uno de Vicente Asensi. Conseguía de esta manera de la mano de Ramón Encinas, entrenador, y Andrés Balsa, preparador físico el primer título nacional en la historia del club que en los años siguientes se vería aumentado en número.
Esa misma temporada se comenzó a jugar la Copa Presidente Federación Española de Fútbol, tras varios partidos debía disputarse el último entre Atlético Aviación y Valencia FC en Madrid, pero al dar comienzo la Copa del Generalísimo no se disputó el encuentro por los compromisos de ambos clubes hasta pasados seis años y medio, en 1947, saliendo vencedor el Atlético Aviación del encuentro y a la vez de la competición con 8 puntos, uno más que el Valencia, subcampeón, con 7.

### Primer título de Copa
El primer rival del Valencia en la Copa de 1940/41 fue el Athletic Club en octavos de final. El partido de ida se jugó en San Mamés un 11 de mayo de 1941 con resultado de 2-1. El partido de vuelta se jugó en Valencia el 18 de mayo y el equipo se impuso por 3-0.
En los cuartos de final el rival fue el Sevilla FC, el Valencia ganó el partido de ida en el Estadio de Mestalla por 8-1, el partido de vuelta jugado en Nervión se lo llevó el Sevilla por 2-1.
En semifinales el rival fue el Celta de Vigo. La ida en el Estadio de Balaídos la ganó el Valencia por 2-1 y la vuelta en Mestalla por 4-0.
La final se jugó en Madrid contra el RCD Español el 29 de junio. El resultado final de 3-1 supuso el primer título nacional del Valencia.
El capitán del equipo, Juan Ramón, recogió entre lágrimas la copa denominada entonces del Generalísimo, de manos del jefe del Estado y la paseó orgulloso junto al resto del equipo y ante los muchísimos aficionados valencianistas desplazados a la capital de España.La formación del Valencia FC,(Blanco completo) fue; Pio, Álvaro, Juan Ramón; Bertolí, Sierra, Lelé; Epi, Amadeo, Mundo, Asensi y Gorostiza.
En Valencia la fiesta por la consecución del título fue histórica. El equipo ofreció la Copa a Nuestra Señora de los Desamparados.

### Primer título de Liga
Una vez conseguido el título de Copa, faltaba en las vitrinas el de Liga, propósito que consiguieron al año siguiente, temporada 1941/42, la del debut del joven portero Eizaguirre que hasta entonces no pudo jugar por haber sido declarado en rebeldía por su antiguo club la Real Sociedad. De los veintiséis partidos de la competición, el Valencia solamente perdió cuatro. Marcó 85 goles y encajó 39, consiguiendo Mundo el Pichichi de Primera División con 27 tantos.
Al único equipo que no fue capaz de ganar fue al Atlético Aviación. En el partido de la segunda vuelta contra el Aviación en Mestalla, el árbitro Gojenuri expulsó a Iturraspe y pitó un inexistente penalti en contra del Valencia, que supso la derrota por 0-1. Desde entonces el grito de ¡Gojenuri! se usó para expresar la desaprobación ante un mal arbitraje.
El Valencia se proclamó campeón de Liga un 22 de marzo en Mestalla ante el RCD Español gracias a una victoria por 2-1 El 10 de mayo el presidente de la RFEF Javier Barroso entregó al capitán Juan Ramón el título de Liga ante toda su afición.
Esta fue la primera temporada de la mágica delantera eléctrica formada por Epi, Amadeo, Mundo, Asensi y Gorostiza. Entre todos consiguieron 81 goles ese año y 440 durante la mayor parte de la década de los 40.

### Una década mágica
La temporada 1942/43 fue decepcionante, no se superó el séptimo puesto en Liga y se cayó en Copa en semifinales contra el Athletic, pero un hecho destaca sobre el resto, se fichó a uno de los hombres más importantes en la historia del club, no solo por su rendimiento como futbolista, sino por el gran rendimiento que daría años más tarde como entrenador y como director deportivo. Se trata de Bernardino Pérez, Pasieguito, procedente de la Real Sociedad.
El segundo título de Liga se consiguió con Cubells de entrenador y el año de las Bodas de Plata del club, no pudo tener mejor celebración. En la temporada 1943/44 consiguieron 73 goles a favor, con Mundo como Pichichi (27 goles), siendo el equipo más goleador de Primera División y el menos goleado con 32 en contra, consiguiendo Eizaguirre a su vez el trofeo Zamora que también lo conseguiría de forma consecutiva el año siguiente. El papel en la Copa de 1944 fue digno, tras vencer a Zaragoza, Deportivo, Sabadell y Murcia, llegó a la final para disputarla contra el, por entonces, Athletic Club. Nuevamente en Montjuich, nuevamente con derrota. Salió victorioso el conjunto vasco que ganó por 2 goles a 0.
El 6 de septiembre de 1944 se fundó el Club Deportivo Mestalla, cogiendo al equipo CD Cuenca de la calle valenciana con el mismo nombre como base para formar el filial valencianista. Otra de las obras de Luis Casanova fue la construcción del gran Mestalla con un total de 24.000 espectadores. El coste de esas obras, casi 47 millones de pesetas, impidió realizar el fichaje de grandes jugadores como el de Luis Suárez por 150.000 pts que terminó fichando por el FC Barcelona.
El Valencia CF volvió a ser finalista de Copa en 1945 y 1946. En la primera se enfrentó otra vez al Athletic Club cayendo por 3-2 en el estadio de Montjuich. En la siguiente edición venció al Betis (8-1), al Celta de Vigo (9-0), al Granada CF (4-2) y al Sevilla FC campeón de Liga (7-1), se plantaría así en la final que la jugaría el 9 de junio de 1946 contra el Real Madrid... en Montjuich. Cuarta final que jugaba el equipo en dicho campo, cuarta derrota que cosechaba. Fue también el último encuentro que jugaba Gorostiza con la camiseta del Valencia CF. Al año siguiente se llevaría a cabo el fichaje de otro mítico jugador, el valenciano Antonio Puchades, a la vez que se proclamaría campeón de Liga por tercera vez después de ganar en Balaídos 1-2 y conocer el resultado de sus dos inmediatos rivales al título, Athletic Club y Atlético de Madrid, por teléfono.
No hubo títulos deportivos hasta la 1948/49 al conseguir la Copa del Generalísimo frente el Athletic Club, esta vez no se jugó en Montjuich, sino en Chamartín, y se ganó 1-0. En Liga durante ese tiempo se estuvo a la sombra del FC Barcelona que ganó dos Ligas de forma consecutiva. Un año después jugarían el equipo catalán y el valenciano la Copa Eva Duarte en Madrid que ganó el conjunto che por 7-4.

### El adiós de Luis Casanova
Una nueva final de Copa para el Valencia en 1952, era la séptima, esta vez el rival sería el Barça. El tiempo reglamentario terminó con empate a 2 y por lo tanto se tuvo que jugar la prórroga, donde el conjunto azulgrana superó al che 4-2 después de lesionarse el guardameta blanquinegro, Quique, y uno de sus delanteros, Asensi. El 12 de octubre de 1952, Antonio Fuertes lograba el gol 1000 del Valencia CF en Primera División de España. En 1954 se volvió a ganar la Copa, frente al Barcelona tomando revancha de la Copa del 52, este sería el último título ganado bajo la presidencia de Luis Casanova. La Liga del 1957 se vio marcada por la gran riada que sufrió la ciudad dejando el campo de Mestalla totalmente anegado. A pesar de tal desastre consiguió quedar 4º por detrás de Real Madrid, Atlético de Madrid y FC Barcelona.
En 1959, gracias a Enrique Taulet y Rodríguez Lueso, vocalista del club durante la presidencia de Luis Casanova, vuelven las secciones deportivas recuperando al mismo tiempo los éxitos conseguidos desde su creación.
Desde entonces el equipo pasó sin pena ni gloria por las competiciones oficiales. Luis Casanova Giner había abandonado la presidencia dejando paso al breve mandato de Vicente Iborra. Un suceso marcó la temporada del 61, el jugador brasileño del Valencia, Walter, perdió la vida trágicamente en un accidente de automóvil en la carretera de Valencia a El Saler al chocar con un camión. Conducía su propio coche, que quedó destrozado, e iba acompañado por Sócrates y Coll, también jugadores del Valencia, que resultaron milagrosamente ilesos, a excepción de algunas heridas sin importancia y diversas magulladuras. El club organizó el acto de sepelio y además un partido en Mestalla que tuvo una afluencia espectacular a beneficio de la esposa y los hijos del jugador. El rival fue el Fluminense brasileño que ganó el encuentro por 2-3, dos de ellos conseguidos por Waldo que ficharía por el Valencia para la temporada siguiente.

## Los primeros éxitos europeos
El 2 de julio de 1961 se nombró presidente a Júlio de Miguel, que permaneció en el cargo 12 años consiguiendo nombrosos éxitos.
En 1962 el Valencia se hizo con su primera Copa de Ferias (precursora de la posterior Copa de la UEFA y actual Europa League). Archivado el 6 de enero de 2010 en Wayback Machine. El primer adversario fue el equipo inglés del Nottingham Forest, la ida se jugó en Mestalla el 15 de septiembre de 1961 y ganó el Valencia 2-0 ambos goles de Waldo Machado. La vuelta diputada en Nottingham también fue para el Valencia por 1-5.
La siguiente eliminatoria era contra el FC Lausanne-Sport suizo, y fue a un solo partido en Mestalla, ya que era imposible jugar en Suiza por la nieve. Victoria 4-3 para el Valencia.
El siguiente adversario fue el Inter de Milán. La ida se jugó un 14 de febrero en Mestalla y se impuso el Valencia por 2-0 y la vuelta del 2 de marzo se saldó con empate a 3.
El rival en semifinales fue el MTK Budapest. La ida del 25 de abril se la apuntó el Valencia por 3-0, al igual que el partido de vuelta que gracias a una gran actuación de Héctor Núñez, ganó el Valencia por un total de 3-7.
La primera final europea de la historia del Valencia le enfrentó al CF Barcelona. La final no se jugó hasta el 8 de septiembre debido al Mundial 62, el Valencia resolvió la final en el partido de ida con un 6-2, la vuelta en Barcelona dejó un empate a 1 y el primer título europeo en las vitrinas del Valencia.
La temporada siguiente en su segunda Copa de Ferias venció en la final al Dinamo de Zagreb por 1-2 en la ida, y 2-0 en la vuelta de Mestalla, previamente había eliminado al Celtic de Glasgow, Dunfermline FC, Hibernian FC, los tres escoceses, y por último a la AS Roma en la semifinal.

### La Copa del 67 y la cuarta Liga
Al año siguiente volvió a llegar a la final disputada en Barcelona a partido único pero en esta ocasión fue el Real Zaragoza el que la consiguió con polémica arbitral. Parte de estos éxitos se consiguieron gracias a la delantera formada por Waldo y Guillot que marcaron 17 goles entre ambos en el primer título y 12 en el segundo. Asimismo cabe citar a jugadores como Quincoces II, Vicente Piquer, Manuel Mestre, Chicao o Héctor Núñez. En 1966, con Juan Cruz Sol y Pep Claramunt ya en el equipo, se proclamó Campeón invicto de la Pequeña Copa del Mundo de Clubes. En la temporada 1966/67, el Valencia CF volvió a ganar la Copa tras muchos años sin ganar ningún título nacional que se vieron compensados por los títulos internacionales. Los enfrentamientos fueron en dieciseisavos de final ante el Cádiz CF, en octavos de final ante el Real Betis, en los cuartos de final el rival fue el Real Madrid, en semifinales el adversario fue el Elche CF, mientras que en la final jugó contra el Athletic Club ganando 2-1 con goles de Jara y Paquito. En Liga se fue de más a menos concluyendo en quinta posición. Waldo consiguió el Trofeo Pichichi al marcar 24 tantos en la competición.
En la temporada 1968/69 celebró las Bodas de Oro y en tan señalada fecha no pudo celebrar ningún éxito deportivo salvo el torneo Bodas de Oro. En Liga tras un comienzo titubeante alcanzó la quinta plaza, en Copa cayó en cuartos frente al Elche CF y en la Copa de Ferias fue superado en la primera eliminatoria por el Sporting de Lisboa portugués en los penaltis. En el torneo de la conmemoración fueron invitados el Eintracht de Frankfurt alemán y el São Paulo de Brasil, a los cuales venció el Valencia 4-2 al primero y 4-0 al segundo. La triste noticia la dio el exjugador brasileño del Valencia Chicao. Tras ser operado de la rodilla en 1964 y al superar graves problemas que casi le cuestan la vida en su recuperación, fue cedido al Levante UD para que recuperase la funcionalidad de la pierna y la forma física, no pudo conseguir tal cometido y decidió volver a su Brasil natal al lado de su familia donde en 1968 murió a los 28 años tiroteado durante un atraco a la gasolinera en la que repostaba. El telegrama que llegó al Valencia dando a conocer el suceso conmocionó a la institución.
En la temporada 1970/71 llegó al banquillo del Valencia Alfredo Di Stéfano con Amadeo Ibáñez como segundo entrenador. Los refuerzos para la temporada no fueron grandes figuras, sino tres canteranos del CD Mestalla, Forment, Claramunt II (hermano de Pepe) y Cota, un delantero del Levante UD a quien fue a ver personalmente el entrenador, Sergio, un mediocentro del FC Barcelona, Pellicer, y el extremo zurdo del Platense argentino Óscar Rubén Valdez, que sería más tarde internacional por España. Di Stéfano otorgó al equipo un espíritu ganador y luchador semejante al suyo en su época de jugador, todos defendían y todos atacaban. De esta forma ganó, tras veinticuatro años, su cuarto título liguero y quedó subcampeón de Copa tras perder la final en el Estadio Santiago Bernabéu contra el FC Barcelona en la prórroga por 4-3.
Abelardo, el portero, acabó como Zamora al encajar 19 tantos en los 30 partidos disputados con un porcentaje de 0,63 goles por partido, uno de los más bajos de la historia, la férrea defensa era la formada básicamente por Tatono, Cruz Sol, Aníbal y Antón como titulares, los encargados de suplirlos en diversos partidos fueron, por número de encuentros, Jesús Martínez (9), Vidagany (7) y Barrachina (4), en la línea de medios Paquito y Claramunt I eran indiscutibles junto a Pellicer, cosa bien distinta era el ataque donde únicamente Sergio jugó todos los partidos de la Liga, tanto Forment, como Claramunt II, Valdez y Poli se repartieron los otros dos puestos del ataque valencianista.

### Temporadas de transición
En la siguiente temporada siguieron los buenos resultados con Di Stéfano en el banco. En Liga se quedó en segunda posición a dos puntos del Real Madrid, campeón, pese a las numerosas lesiones sufridas, tantas que incluso obligaron al entrenador Di Stéfano a presentar en más de una ocasión solo 14 de los 15 jugadores reglamentarios, y no fueron otros que los hombres clave en la consecución de la Liga anterior: Abelardo, Claramunt I, Antón, Forment, Aníbal, Sergio y Pellicer.
En el estreno en la Copa de Europa se enfrentó al Luxemburgo al cual venció con comodidad. El siguiente rival fue el Hajduk Split de Yugoslavia, un rival de identidad que semanas antes había marcado al Real Madrid cinco goles, al que también se eliminó, esta vez con serios apuros y tangana incluida en Split. El rival para los octavos fue el Ujpest Dozsa húngaro que venció en Mestalla y en Budapest pese al buen juego del equipo che.
Por último y como era costumbre, la Copa se jugó una vez finalizadas las demás competiciones. El Valencia eliminó al Granada CF, Celta de Vigo y Real Madrid, salió imbatido de cada encuentro y de tal forma se presentó en la tercera final consecutiva, traes caer derrotado en el 70 ante el Real Madrid, en el 71 ante el CF Barcelona, en el 72 fue contra el Atlético de Madrid por 2-1 quedándose nuevamente a las puertas de conseguir un nuevo título.
Esta temporada, el 16 de abril de 1972, el hermano pequeño de José Claramunt, Enrique Claramunt, más conocido como Claramunt II, consigue el gol 2000 del Valencia CF en la Primera División Española.
La temporada 1972/73 fue de transición. Tras una mala temporada en Liga, Copa y Copa de la UEFA la situación se volvió insostenible, Julio de Miguel preparó las primeras elecciones democráticas de la historia del Valencia CF y presentó su dimisión. Salió elegido el 6 de junio Francisco Ros Casares ganando a José Ramos Costa y Salvador Pascual Gimeno.
En lo deportivo, como se citó anteriormente, el año fue un desastre marcado una vez más por las cuantiosas lesiones importantes que padeció la plantilla, un total de 18 jugadores oficialmente cayeron al dique seco, varios de ellos pasaron por el quirófano y algunos en más de una ocasión. Ante tanto contratiempo el equipo no pudo dar mucho de si, en Liga quedó 6º, en Copa quedó apeado en la seguna eliminatoria por el CD Castellón y en la UEFA fue el Estrella Roja de Belgrado el que eliminó al equipo valenciano.
Un año después se aprobó la propuesta de compra de los terrenos de Paterna en los cuales se construiría la actual Ciudad Deportiva de Paterna.

## La era de Mario Alberto Kempes (1976 - 1984)
En la temporada 1976/77 llega a Valencia -procedente del Rosario Central de Argentina- Mario Alberto Kempes, quizá el mejor jugador de la historia del Valencia CF por 500 mil dólares, unos 30 millones de pesetas en la época. Con Heriberto Herrera en el banquillo el equipo tuvo un fulgurante comienzo de Liga en el que se mantuvo en las 4 primeras posiciones hasta que en la 23.ª jornada fue destituido al perder 1-2 contra la U. D. Las Palmas, se acudió a un hombre de la casa y se contrató a Manolo Mestre hasta el final de temporada. El resultado no fue bueno y terminó en 7.ª posición con un cuádruple empate a 36 puntos entre U. D. Las Palmas (4.º), Real Betis (5.ª), RCD Español (6.º) y el propio Valencia. En esa misma temporada y en la siguiente Kempes fue el máximo goleador de la liga española. También se firmaron las escrituras de los terrenos de Paterna el día 28 de diciembre de 1976.
Kempes siguió arrasando en la temporada 1977/78 con 28 goles en Liga más 10 en Copa y sirvió a su vez para que Claramunt jugara el último partido con la camiseta del Valencia CF. Con la novedad del entrenador francés Marcel Domingo el equipo fue durante el año de menos a más. Consiguió la 4ª posición con 39 puntos, a dos del segundo, clasificándose así para disputar la Copa de la UEFA. 
Al final de temporada comenzaron las obras en Mestalla para habilitarlo de cara al Mundial de 1982. Al año siguiente el equipo no rindió en Liga al tener que combinarla con la UEFA primero, y la Copa del Rey después.

### La quinta Copa y la Recopa
Con un Mario Kempes sin descanso al haber disputado el Mundial de Argentina'78 que ganó con su selección, al equipo le faltó otra gran referencia goleadora en el ataque y tuvo que conformarse con el 7.º puesto. El portero Manzanedo logró el Trofeo Zamora al encajar 26 goles, el quinto conseguido por la entidad valencianista, y Kempes solo pudo conseguir 12 goles en Liga.
En la Copa de la UEFA el conjunto che se enfrentó al PFC CSKA Sofia y al Arges Pitesti a los que eliminó con claridad. En octavos de final el rival fue el West Bromwich Albion inglés que le apeó de continuar en la competición europea con una gran polémica arbitral tanto en el partido de ida como en el de vuelta. Bien distinto fue el rendimiento del equipo en la Copa donde se proclamó campeón por quinta vez en su historia dejando en el camino a Girona CF, Real Sociedad, FC Barcelona, Deportivo Alavés, Real Valladolid y en la final disputada en el Estadio Vicente Calderón al Real Madrid por 0-2, ambos goles del argentino Mario Alberto Kempes. Pero pese a la Copa no todo fue júbilo ese año, el exjugador y exentrenador vizcaíno Mundo falleció en Valencia, donde residía, quedando como máximo goleador en la historia del club y siendo uno de los jugadores que más títulos había conseguido para el Valencia CF con tres Ligas, dos Copas y dos Pichichis en su palmarés personal.
La Recopa de Europa ganada en 1980 contra los gunners del Arsenal Football Club en los penaltis fue el mayor trofeo conseguido por la entiedad hasta la fecha. El Valencia entrenado por Di Stéfano, en su segunda etapa en el club, tuvo que enfrentarse en la competición europea al Boldkluben de Copenhague, Glasgow Rangers, FC Barcelona y FC Nantes francés antes de jugar la final contra el equipo londinense. El equipo que formó el 14 de mayo de 1980 en Heysel (Bruselas) fue el compuesto por: Pereira; Carrete, Arias, Tendillo, Botubot; Subirats, Bonhof, Solsona, Saura; Pablo y Kempes. En Liga tras ir la mayor parte de la competición en el 4.º puesto bajó al 6.º donde finalizó con 36 puntos. Kempes marcó 22 goles y quedó por detrás de Quini del Sporting de Gijón (24 goles) y Santillana del Real Madrid (23 goles) en la tabla de goleadores. 
En la temporada 1980/81 ganó la Supercopa de Europa contra el campeón de Europa, el Nottingham Forest. El partido de ida jugado el 25 de noviembre de 1980 acabó con un 2-1 favorable a los británicos, mientras que el de vuelta jugado el 17 de diciembre terminó con 1-0 en el marcador a favor del Valencia, gol del delantero uruguayo Fernando Morena.
A principios de marzo con Morena cubriendo el puesto en la delantera se traspasó a Mario Kempes al River Plate a cambio de 300 millones de pesetas de la época. El argentino se había lesionado seriamente el hombro en la Recopa y amén a otras lesiones que le impidieron rendir como solía solo pudo anotar 9 tantos en Liga. Un mes más tarde Morena que había anotado 16 goles en Liga se autoexpulsó ante el Atlético de Madrid, Sánchez Arminio no dudó en sacarle la roja directa y el Comité de Competición le sancionó con 8 partidos. No jugó más con el Valencia CF dejando al equipo con su sanción y tras la marcha de Kempes sin delantero centro. El equipo que había estado en 2.ª posición durante 16 jornadas se resintió de ambas bajas y terminó cayendo a la 4.ª plaza clasificándose para la Copa de la UEFA.
La temporada 1981/82 precedió a la Copa del Mundo de España 82. La Liga comenzó con retraso por la segunda huelga de futbolistas en la historia del fútbol español. Fue la consecuencia del no entendimiento entre los clubes, la AFE y la RFEF. En cuanto al Valencia, se vio en la tesitura de emprender una nueva temporada sin sus dos jugadores más importantes de los años anteriores, Kempes en el River Plate y Morena en Peñarol después de su sanción por el Comité. Había que cubrir dos puestos en la delantera che y para ello se contrató al ariete austríaco Kurt Welzl y al danés Frank Arnessen, procedentes del AZ Alkmaar y Ajax de Ámsterdam respectivamente, ambos conjuntos de Holanda. También se fichó este año al jovencísimo Roberto Fernández del CD Castellón.
Inició la Liga de forma irregular hasta pasada la mitad del campeonato donde consiguió estabilizarse en los seis primeros puestos hasta finalizar en el 5 lugar clasificándose para la UEFA. En Europa y en la Copa las cosas no fueron bien para el equipo valencianista y fue eliminado en las primeras eliminatorias de ambas competiciones.

## Años difíciles (1982 - 1988)
En el año siguiente, 1982/83, se empezó a vislumbrar el aciago acontecimiento para el Valencia que daría lugar tres años más tarde. Tras la resaca del Mundial de España '82, el club se vio con unas arcas completamente vacías tras las importantes obras y reformas para el acondicionamiento del recinto deportivo y alrededores que los mandamases federativos aseguraron que sufragaría el comité organizador con los fondos de los grandes beneficios que ofrecería el acontecimiento. No fue así y el club pasó de tener superávit a tener déficit y una deuda de más de 1.000 millones de pesetas de la época.
En lo deportivo, regresó Mario Kempes de Argentina al no poder hacer frente el River Plate más que a 128 millones de pesetas de los 300 por los que fue traspasado. El danés Arnessen, que tan buen rendimiento ofreció la temporada anterior, sufrió una grave lesión de rodilla en pretemporada y se perdió por completo ese año. Se necesitaron tres entrenadores, Manolo Mestre, Miljan Miljanic y Koldo Aguirre, para poder obtener la permanencia en la última jornada, al ganar por 1-0 al Real Madrid mientras que los rivales en la lucha por evitar el descenso, U. D. Las Palmas, Celta de Vigo y Racing de Santander, salieron derrotados en sus respectivos encuentros.
El Valencia consiguió quedar 2 puntos por encima del descenso en 15.º lugar. La actuación en la Copa del Rey y la Copa de la Liga también supuso un fracaso ya que solo se jugó una eliminatoria en cada torneo. Por el contrario, en la UEFA se enfrentó a conjuntos de potencial y nombre, Manchester United, Banik Ostrava, Spartak Moscú y Anderlecht que eliminó al Valencia en cuartos de final.
Tuvieron lugar las elecciones generales en las que Vicente Tormo salió nombrado como presidente en relevo del dimitido José Ramos Costa.
La deuda del club condicionaba cada año la temporada, no fueron una excepción la 1983/84 y la 1984/85 donde esa deuda ascendió a casi 1.700 millones de pesetas. No hubo más remedio que aligerar la plantilla y se dio la baja a los ya veteranos Solsona, Carrete, Felman, a Welzl, por escaso rendimiento, y Arnessen, por diversas complicaciones en la rodilla operada, entre otros. Se dieron las altas de Fernando Gómez Colomer, del juvenil valencianista, junto a varios del CD Mestalla, también a García Pitarch del Gandía. Para entrenar al equipo se acudió una vez más a un hombre de la casa, Paquito, al que reemplazó Roberto Gil a partir de febrero. Se mejoró en Liga en la primera vuelta, donde el equipo permaneció en los 6 primeros puestos de la clasificación, la segunda vuelta fue un despropósito donde cayó en picado a los puestos entre el 9.º y el 13.º.
En la Copa del Rey no tuvo un buen rendimiento, fue eliminado por el Castilla CF en la cuarta ronda. En la Copa de la Liga no hubo mejor suerte, una única eliminatoria ante el Sevilla que se resolvió en los penaltis. El año siguiente causaron baja entre otros Kempes y Botubot, mientras que algunas de las altas las dieron Quique Sánchez Flores del CD Pegaso, Carlos Arroyo del CD Alcorcón y Wilmar Cabrera del Millonarios de Bogotá. El Valencia formó con los fichajes y los jugadores ya en la plantilla como Fernando Gómez, García Pitarch, Giner y Robert Fernández uno de los equipos con la media de edad más baja de la Liga. En la Copa de la Liga y la Copa del Rey la misma tónica de las últimas temporadas.

### El descenso a Segunda División
La temporada 1985/86 el Valencia descendió a la Segunda División de España tras una pésima campaña plagada de goleadas como el 5-0 del Real Madrid o el 6-0 ante la Real Sociedad. El 20 de abril de 1986 se confirmó el descenso tras la derrota 3-0 ante el FC Barcelona, previo empate de Cádiz y Betis, los otros dos equipos implicados en el descenso aquel año. El Valencia finalizó la liga 16.º a solo un punto del Cádiz CF, 15.º.
Este descenso fue consecuencia de varios años donde tanto la situación económica como deportiva habían ido de mal en peor, llegó a adeudar 1.800 millones de pesetas ese año.

### Ascenso a Primera
Tras el trágico primer y único descenso de categoría, el valencianismo se unió más que nunca. Tomó las riendas Arturo Tuzón y la política de austeridad y rectitud fueron dos de los valores que más caracterizaron sus años como presidente. Se encontró con un déficit cifrado en aquel momento en 2200 millones de pesetas, pero también con el apoyo masivo de la afición valencianista que, pese a haber descendido de categoría, duplicó su masa social de abonados pasando de 16.000 a 30.000 abonados.
Para conseguir el ascenso el club apostó por seguir dando su confianza a Alfredo Di Stéfano como técnico, que se había hecho cargo del equipo ya a mitad de la temporada anterior sin poder evitar el descenso del equipo. Di Stefano demostró su señorío y continuó entrenando al equipo pese a tener interesantes ofertas de clubes de primera. Con una plantilla repleta de canteranos como Arias, Voro, Fernando, Revert, Giner, Subirats, Sixto o Fenoll, y jóvenes como Quique, Arroyo o Jon García, el equipo se reforzó con hombres como el uruguayo Bossio y el máximo goleador de la temporada anterior en segunda división, el castellonense Alcañiz. Por el contrario abandonaron el club (algunos no sin polémica) grandes jugadores de años anteriores como Robert Fernández, Tendillo, Bermell, Castellanos, Granero, el argentino Urruti y el uruguayo Cabrera.
La temporada 1986/87 fue un tanto atípica al tener una primera fase regular de 18 equipos (34 jornadas) y una segunda fase dividida en dos grupos de seis equipos (10 jornadas más), y al final ascendían los tres clubes con mayor puntuación total. El equipo terminó como líder la primera fase, con una segunda vuelta espectacular en la que solo perdió tres partidos, y fue líder durante las últimas catorce jornadas. La fase de grupos (o play-off) fue complicada, pero los cinco partidos en el Luis Casanova fueron clave al terminar todos con victoria valencianista. 
Finalmente el ansiado ascenso se certificó matemáticamente a falta de tres jornadas de terminar el campeonato. Fue la noche del 30 de mayo de 1987 con el Valencia ganando 2-0 al Recreativo de Huelva con goles en el segundo tiempo de Subirats y Quique.
Ya en la última jornada, el 14 de junio el equipo jugaba en Las Gaunas y presenciaba el histórico primer ascenso del CD Logroñés a Primera División al caer 1-0 frente a los riojanos, ascensiendo así ambos clubes (junto al Celta) y quedando hermanadas las aficiones valencianista y riojana.

### Volver a empezar
Prácticamente con la misma plantilla que ascendió de categoría la anterior temporada el club volvía a Primera División, y en el aspecto económico las cosas funcionaban mucho mejor. El superávit de la temporada pasada (más de 120 millones de pesetas) y el plan de saneamiento de clubes redujeron la deuda que tenía el club considerablemente. El gran aumento en el número de socios daba muchas esperanzas al futuro valencianista. Así pues, se presentó un presupuesto para la presente temporada de más de 800 millones de pesetas, con un beneficio inicial de 133 millones. La buena gestión de Arturo Tuzón al frente del club empezaba a dar sus frutos.
La temporada 1987/88 fue la primera en incluir 20 equipos en la máxima categoría. Se pasaron bastantes apuros para conservar la categoría, lo que le costó la destitución al técnico Alfredo Di Stéfano en la jornada 29 tras una racha de malos resultados que llevó al equipo a coquetear de nuevo con el descenso. El doloroso cese se produjo "por unanimidad", según el presidente Arturo Tuzón. El secretario técnico del club, Roberto Gil, se hizo cargo del equipo hasta final de temporada, las últimas nueve jornadas. 
Se logró en el mercado de invierno la sorprendente cesión del delantero argelino de 30 años Rabah Madjer del Oporto hasta final de temporada, aunque aportó menos de lo esperado. Una plaga de lesiones hizo debutar a un joven Paco Camarasa. Una de las revelaciones de la temporada fue el lateral Nando, fichado del Levante. 
Al final el equipo acabó en el puesto 14.º de la clasificación, logrando la ansiada permanencia que permitía construir un equipo más fuerte y mirar al futuro con esperanza.

## Regreso a Europa
La afición estaba algo molesta con el equipo porque apoyaba de forma incondicional a los jugadores y a cambio no recibían alegrías por los malos resultados que se cosecharon la temporada anterior. En el plano económico, al superávit de la anterior campaña se sumaba el actual de 80 millones de pesetas, la mayor parte de ingresos debidos a la aportación de la afición que seguía incondicional con el equipo, y a una gran gestión del presidente Arturo Tuzón.

### Los años de Espárrago
Para la temporada 1988/89 el club contrató al técnico uruguayo Víctor Espárrago que venía de lograr la mejor temporada histórica del Cádiz. No solo logró consolidar al equipo en Primera División sino que alcanzó el tercer puesto y por tanto la clasificación para disputar la Copa de la UEFA, competición que no disputaba desde 1982. 
Se había conseguido reunir un bloque muy sólido, sin estrellas pero con gente muy trabajadora. En este equipo destacaba Fernando por su depurada técnica que ya se había convertido en la estrella del valencianismo, y fue además el máximo goleador de la temporada con 14 goles. La defensa era espléndida con jugadores como Bossio, Camarasa, Voro y Giner dirigidos por el gran capitán Arias. Estos fueron básicamente los protagonistas de la temporada, junto al portero Ochotorena, fichado procedente del Real Madrid, que relegó a la suplencia a Sempere y consiguió el Trofeo Zamora (trofeo que no conseguía ningún portero del club desde hacía diez años), y el rápido delantero asturiano Eloy Olaya. Decepcionaron los delanteros Lucho Flores y Zurdi. 
La temporada 1989/90 demostró que la anterior no fue casualidad. El club siguió aumentando su presupuesto y logrando superávits con la gestión de Arturo Tuzón, lo cual permitía realizar más y mejores incorporaciones al equipo. Destaca el fichaje del delantero búlgaro Lubo Penev, que marcó 13 goles aunque fue superado por el centrocampista goleador Fernando con 15, y también se fichó a Toni Gomes y Tomás. La campaña no empezó nada bien para el equipo de Espárrago al perder en casa 1-3 frente al Atlético de Madrid y dos jornadas después caer goleado 6-2 en el Bernabéu. El pesimismo planeaba entre la afición, pero la victoria llegó finalmente en la cuarta jornada y se encadenaron 15 jornadas consecutivas sin perder, y en toda la segunda vuelta solo se perdieron 2 partidos, lo que llevó al equipo a moverse entre el 2.º y el 4.º puesto, pero finalmente fue segundo logrando así un subcampeonato tras un Real Madrid intratable. 
Además en la Copa se logró por fin llegar lejos y tras once años el equipo disputó unas semifinales. Fue contra el Barcelona, y la afición se ilusionó con disputar la final al adelantar Fernando al Valencia en el Camp Nou, pero los culés remontaron el partido con dos goles. La vuelta en el Luis Casanova fue vibrante, sobre todo al adelantarse en el marcador con gol de Giner, un gol que daba el pase a la final al equipo valencianista, pero a falta de diez minutos para terminar el encuentro el holandés Koeman anotaba un gol de falta directa, su especialidad, y dejaba el partido 1-1 y la eliminatoria para los barcelonistas, que disputaron y perdieron la final en el Luis Casanova frente al Real Madrid.  
El regreso a Europa no fue fácil, ya que en la segunda eliminatoria de la Copa de la UEFA (tras haber superado sin problemas al Victoria de Bucarest en la primera) el Valencia sufrió polémicos arbitrajes tanto en la ida como en la vuelta, con gol totalmente legal anulado en la ida. Fue frente al Oporto y se cayó injustamente 3-1 en Das Antas y se ganó con un insuficiente 3-2 en Valencia con un estadio volcado. 
El 21 de septiembre de 1990 el histórico filial CD Mestalla pasó a denominarse oficialmente Valencia CF B, aceptando así una normativa de la UEFA. 
El optimismo de las dos campañas anteriores, con un tercer puesto, un subcampeonato y unas semifinales de copa, llevaron a la afición en el verano de 1990 a casi un estado de euforia colectiva. La plantilla a penas cambió y eso no gustó tanto a la afición. La incorporación más destacada fue el regreso del canterano Robert Fernández, no sin polémica con división de opiniones entre los aficionados tras haber dejado el club el año del descenso y haber pasado cuatro temporadas en el Barcelona. 
La temporada 1990/91 resultó muy decepcionante, y mal empezó al caer humillados en el Trofeo Naranja contra el Real Madrid. La campaña fue tremendamente irregular, llegando a ser 18.º en la 10.ª jornada y 4.º en la 26.ª jornada. Todo muy dispar. Una de las pocas alegrías fue la victoria 2-1 en casa contra el Real Madrid en la 11.ª jornada con goles de Penev y Robert, vengando así la humillación sufrida en el torneo veraniego. Al final el equipo quedó en el séptimo puesto, fuera de competición europea y superado en la clasificación por equipos como Osasuna, Sporting y Oviedo. 
En la Copa había puestas muchas ilusiones. En octavos se eliminó sin problemas al Deportivo, y en cuartos de final había muchas ilusiones de alcanzar las semifinales al tener enfrente un rival asequible como el RCD Mallorca, pero en la ida se ganó solamente por un corto 1-0 en casa, y en la vuelta se hizo un partido desastroso con penalti fallado por Fernando, expulsión de Arias, y una derrota por 3-1 que pudo haber sido más abultada. Se esfumaban las aspiraciones de Copa en los cuartos de final. 
En la Copa de la UEFA se sufrió muchísimo para eliminar en la prórroga al engorroso Iraklis griego, y en la segunda ronda el rival fue la potente AS Roma. El estadio se llenó en el partido de ida, pero el mal arbitraje del alemán Sigfried Kirschen, anulando dos goles a los valencianistas, hicieron que solo se pudiese lograr un empate 1-1. En la vuelta los italianos se adelantaron con dos goles, pero un gol de Fernando de penalti a 20 minutos para el final hizo al equipo volcarse al ataque, pero faltó definición y el equipo cayó eliminado al perder 2-1.

### Los años de Hiddink

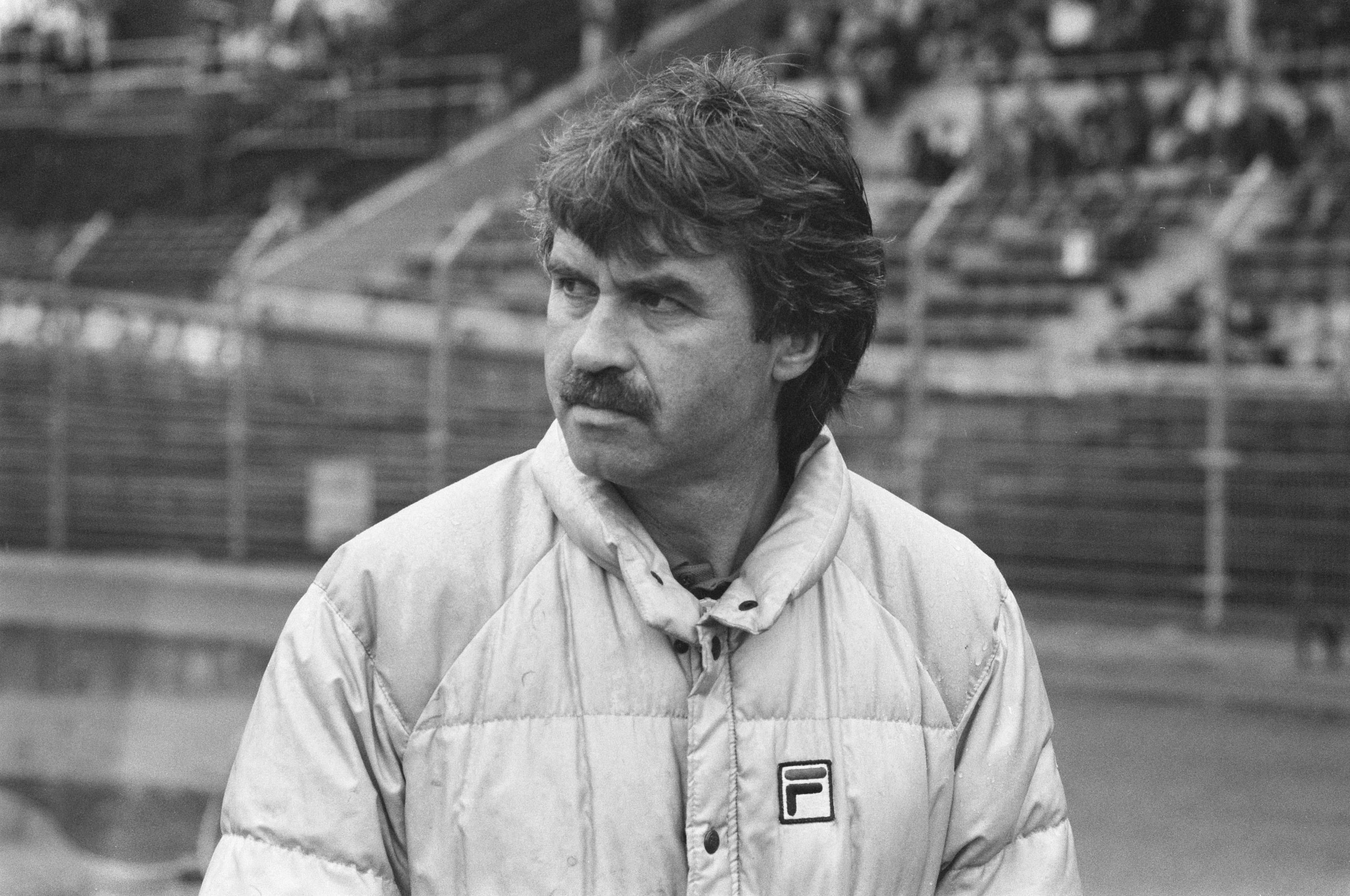
El holandés Guus Hiddink entrenó al Valencia desde 1991 a 1994

El holandés Guus Hiddink, tras sus éxitos en el PSV Eindhoven, se hizo cargo del equipo en la 1991/92 y mejoró notablemente el juego, con fichajes como los de Leonardo y Rommel Fernández, no sin polémica porque el lateral brasileño llegó convaleciente de una operación y el delantero panameño supuso un alto desemboloso económico. Los goles se los seguían repartiendo mayoritariamente entre Penev y Fernando. Una de las alegrías de la temporada fue la remontada en la 18.ª jornada contra el Real Madrid en solo dos minutos con goles de Fernando y Robert en los minutos 87 y 88. El club terminó en un más que digno 4.º puesto, y en Copa llegó a eliminar al potente Barcelona en octavos de final, que terminaría siendo campeón de Liga. 
Al comienzo de esta temporada, el 26 de septiembre de 1991 se aprobó en junta general la conversión del club presidido por Arturo Tuzón en sociedad anónima deportiva como la mayoría de clubes del fútbol español, tal como dictaminó la Ley 10/1990. De este modo el Valencia CF pasaba a denominarse oficialmente a partir de ahora Valencia CF, SAD. La conversión definitiva no terminó hasta 1992. 
A mitad de temporada, el 19 de febrero de 1992, se inauguró la Ciudad Deportiva de Paterna, convirtiéndose en una de las mejores instalaciones deportivas de Europa con una extensión de 180.000 metros cuadrados, 13 campos de fútbol y una residencia para los jóvenes de la cantera que venían de cualquier parte del mundo a formarse como futbolistas. El club había adquirido los terrenos en 1974. 
El Estadio Luis Casanova fue del 24 de julio al 5 de agosto de 1992 sede de la Selección olímpica de España en los Juegos Olímpicos de 1992, que finalmente conquistó la medalla de oro.
La temporada 1992/93 el equipo repitió el 4.º puesto y su clasificación europea, pero quedó la sensación de que habiéndolo hecho mejor frente a los grandes se hubiera podido luchar por algo más. La Copa de la UEFA dejó un amargo recuerdo entre los aficionados valencianistas, ya que en la primera ronda cayó en la ida por un contundente 1-5 frente al Nápoles entrenado por Claudio Ranieri, con los cinco goles anotados por el delantero uruguayo Daniel Fonseca, nombre difícil de olvidar por el valencianismo desde aquel día. En la penúltima jornada, el 13 de junio debutaba en partido oficial el joven Gaizka Mendieta con 19 años disputando los últimos minutos en el Ramón de Carranza frente al Cádiz. 
El 25 de abril de 1993 se celebró un partido homenaje a Mario Alberto Kempes, que había terminado un año antes su etapa como futbolista en equipos de la liga austríaca. Fue un encuentro amistoso ante el PSV Eindhoven que finalizó con victoria holandesa por 5-6 con tres goles del homenajeado matador argentino y otros tres goles del joven brasileño Romario.
Solo diez días después, el 6 de mayo, el delantero panameño Rommel Fernández, que estaba cedido en el Albacete, fallecía trágicamente en un accidente de vehículo, lo cual conmocionó a la afición y a todo el fútbol español y panameño. 
La temporada 1993/94 quedó marcada en la memoria valencianista por varios motivos, como el fichaje del montenegrino Mijatović, la escandalosa eliminación de la Copa de la UEFA frente al Karlsruher, y el cambio en la presidencia. El equipo arrancó muy bien la temporada, siendo incluso líder en tres jornadas, pero todo cambió bruscamente a partir del desastre de Karlsruher el 3 de noviembre de 1993 cayendo por 7-0 tras haber ganado 3-1 en el partido de ida en casa. Después de aquella goleada sufrida el equipo tuvo dos derrotas consecutivas en liga, lo que desembocó en la destitución del técnico Guus Hiddink a mediados de noviembre, sustituido por Paco Real. 
El 24 de noviembre dimitía el presidente Arturo Tuzón en la que era su octava temporada al frente del club, y fue nombrado Melchor Hoyos Pérez hasta las elecciones a la presidencia. 
En diciembre, y sin levantar cabeza el equipo, el técnico fue destituido tras una dolorosa derrota 0-4 contra el Barcelona, y ocupó su lugar el uruguayo Héctor Núñez con Mario Alberto Kempes como ayudante. 
El 9 de enero de 1994 en el estadio José Zorrilla el delantero Juan Antonio Pizzi (cedido por el Tenerife) anotó el gol 3000 de la historia del Valencia en Primera División, adelantándose en el marcador en un partido que terminó 1-1. 
Sin apenas ninguna mejora el equipo siguió en los puestos intermedios de la clasificación, a lo que se sumó la triste noticia de que el delantero Lubo Penev sufría un cáncer de testículo que le hizo perderse el resto de la temporada
El 9 de marzo de 1994 fue elegido presidente Francisco Roig (conocido popularmente como Paco Roig), casi al mismo tiempo que el club cumplía su 75 aniversario. Una de las primeras decisiones del presidente fue un nuevo cambio de técnico, así que José Manuel Rielo (el que fuera segundo entrenador de Guus Hiddink) se hizo cargo provisionalmente del equipo durante dos jornadas en las que se consiguieron dos victorias, y finalmente se convenció al holandés Guus Hiddink para su regreso a finales de marzo, retomando así el equipo a nueve jornadas del final y consiguiendo tres victorias, cuatro empates y dos derrotas. 
Finalmente el equipo quedó en un insuficiente 7º puesto, fuera de las posiciones europeas, y, como anécdota, en la última jornada el Valencia se convirtió en protagonista al empatar 0-0 en Riazor ante un Deportivo de La Coruña que podía proclamarse por primera vez en su historia campeón de Liga, pero un penalti detenido por González a Djukic hizo que el título fuese para el Barcelona.

## La etapa Roig
El 9 de marzo de 1994 ganó las elecciones a la presidencia Francisco Roig Alfonso (más conocido como Paco Roig) con un lema como bandera: "Per un València campió" (en castellano: "Por un Valencia campeón"). Aseguraba devolver la ilusión al público valencianista y construir un equipo que volviera a competir por los títulos que hacía catorce años que no se conseguían ni se disputaban. Terminó la temporada 1993/94 convenciendo al técnico Guus Hiddink para que entrenara al equipo las últimas nueve jornadas, pero fue insuficiente para meter al equipo en puestos europeos. 

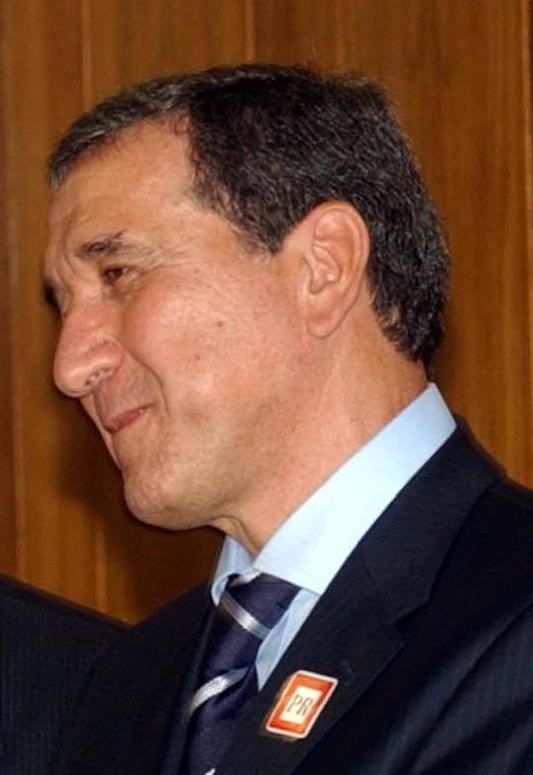
Carlos Alberto Parreira, entrenador del Valencia la temporada 1994/95

Durante la presidencia de Paco Roig se incorporaron novedades como el uso del valenciano a través de la megafonía de Mestalla, el desfile de bandas de música de distintas localidades valencianas sobre el terreno de juego antes de los partidos y durante los descansos, y el club recuperó las medias negras en su uniforme de 1994 y luego su uniforme original de camiseta blanca, pantalón negro y medias negras a partir de 1995.

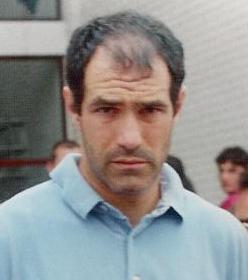
Zubizarreta, fichado en 1994

El verano de 1994 fue de numerosos e ilusionantes fichajes como el del delantero Oleg Salenko, estrella del CD Logroñés y de la selección rusa en el Mundial 1994, del que fue máximo goleador empatado con Stoitchkov con seis goles, de los cuales cinco los anotó en un mismo partido. Otros fichajes destacables fueron los del veterano portero Andoni Zubizarreta y el del brasileño Mazinho, que se sumaron a los de Poyatos, Romero, Otero, Engonga, Juan Carlos y Maqueda. Todo el equipo dirigido por el técnico que acababa de proclamarse campeón del Mundial 1994 con Brasil, Carlos Alberto Parreira. Su ayudante, Moraci Sant'anna, fue el primero en utilizar un ordenador portátil desde el banquillo valencianista. 
En la temporada 1994/95 incorporaron un segundo uniforme inspirado en la senyera muy recordado y querido por la afición. El patrocinio es también recordado, fue de la cooperativa valenciana de droguerías y perfumerías "CIP, el progreso". 
El inicio de liga fue prometedor pero luego resultó muy irregular, encadenando victorias consecutivas con derrotas consecutivas, lo que llevó al equipo a moverse en los puestos intermedios de la tabla, muy alejado de su objetivo europeo. En la 8.ª jornada, el 23 de octubre, reapareció en Riazor el delantero Lubo Penev tras su delicada recuperación desde principios de año. La temporada terminó en un triste 10.º puesto, muy alejado de los objetivos iniciales, y con el técnico Carlos Alberto Parreira destituido a tres jornadas del final y tras empatar en la ida de las semifinales de Copa contra el Albacete, terminando la temporada el valenciano José Manuel Rielo.

### La final del agua
La mediocre temporada liguera se compensó con una gran Copa del Rey en la que se alcanzó disputar la final, algo que ilusionó enormemente a la afición tras diceiséis años de la última final copera (1979) y quince años desde el último título conquistado (1980). Se eliminó a Corralejo y Salamanca en enero, y ya en febrero el rival fue el Real Madrid en octavos de final, consiguiendo el Valencia dos victorias por 2-1 remontando los goles madridistas. En la ida en el Bernabéu se remontó con dos goles de Salenko, y en la vuelta en Mestalla se remontó en los últimos minutos con dos goles de Mijatović y Fernando. En cuartos de final el equipo remontó la derrota por 1-0 de la ida contra el Mallorca y terminó ganando 4-0 en la vuelta. En las semifinales contra el batallador Albacete se empató en la ida 1-1 en Mestalla, resultado que produjo la destitución del técnico Carlos Alberto Parreira a falta del partido de vuelta y de tres jornadas para terminar la liga. En el partido de vuelta el técnico fue José Manuel Rielo, el 13 de junio en el Carlos Belmonte, donde se ganó 1-2 con goles de Robert y Penev. 
La final se disputó el sábado 24 de junio de 1995 en el Santiago Bernabéu frente al Deportivo de La Coruña, que se clasificó por primera vez en su historia para una final. Más de 40.000 valencianistas viajaron a Madrid para vivir la que era la primera final para los más jóvenes, un partido que pasaría a la historia como "La final del agua". La primera parte fue controlada por el Deportivo, que se adelantó en el minuto 36 con un gol de Manjarín tras robarle el balón a Giner. En la segunda parte el calor de la mañana se convirtió en una espectacular tormenta de lluvia, y posterior granizo, que no se vivía en Madrid desde treinta años atrás. El terreno de juego empezó a parecerse a una piscina, casi impracticable, pero aun así en el minuto 70, Mijatović ejecutó perfectamente una falta directa que supuso el empate 1-1. Los valencianistas bajo la lluvia celebraron el gol en las gradas como pocas veces se ha celebrado. Desde Valencia en el estadio de Mestalla miles de valencianistas también saltaban de alegría, pero sin lluvia. Cuando la lluvia se convirtió en granizo, el árbitro José Mª García Aranda decretó la suspensión del partido en el minuto 79. Al no detenerse la tormenta (y contemplarse incluso olas sobre el terreno de juego) fue imposible reanudar el encuentro, justo cuando el Valencia había empatado y empezaba a asustar al conjunto gallego. 
Quedó aplazado el partido y la RFEF decidió retomarlo tres días después, el martes 27 de junio. Alrededor de 30.000 valencianistas volvieron a viajar a Madrid cargados de ilusión y pensando en jugar la prórroga al quedar solo 11 minutos de partido y estar el marcador empatado, pero casi inmediatamente después de reanudarse el encuentro, Alfredo Santaelena cabeceó un centro al área dentro de la portería valencianista ante una mala salida de Andoni Zubizarreta, marcando así el definitivo 2-1. Ya con el marcador en contra no hubo tiempo de igualarlo. Solo un minuto duró la ilusión valencianista de poder celebrar un título, pero esta final supuso el reencuentro del valencianismo con la ilusión de volver a ser campeones.

### El subcampeonato de Luis Aragonés

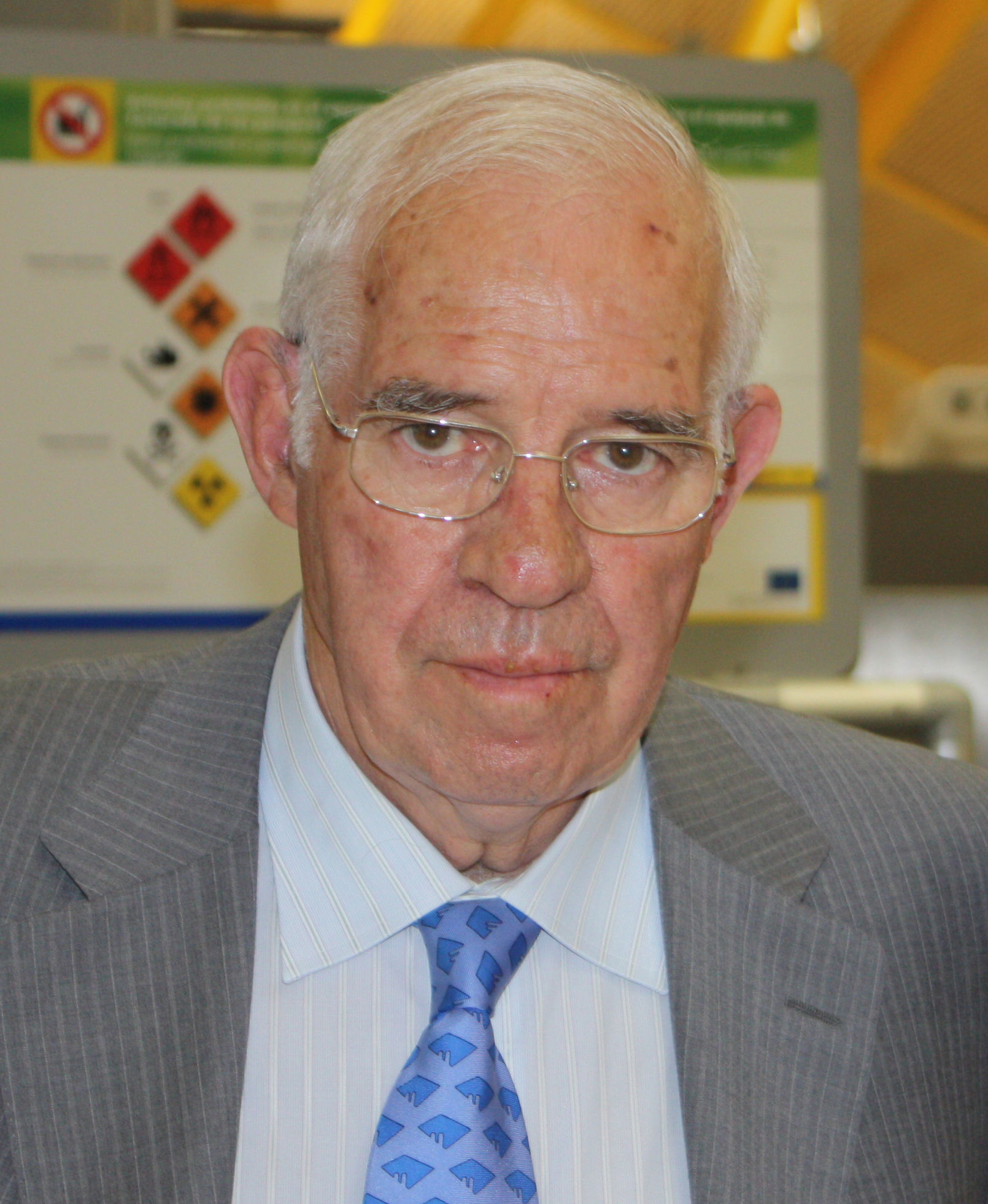
Luis Aragonés, entrenador del subcampeonato de Liga 1995/96

El segundo año de la etapa Roig supuso otra revolución en la plantilla buscando el Valencia campeón que prometía. Fueron baja futbolistas históricos como Penev, Robert, Giner, Eloy y el portero Sempere tras quince temporadas. La principal novedad fue fichar a un técnico veterano de los banquillos españoles, Luis Aragonés. Entre las novedades estuvieron el delantero brasileño Viola, Patxi Ferreira, Sietes, Eskurza, Iñaki y José Ignacio.
La temporada 1995/96 supuso recuperar el pantalón negro al primer uniforme valencianista tras más de sesenta años con el pantalón blanco. También fue la primera campaña en la cual los futbolistas debían lucir un mismo dorsal personalizado durante todo el año, y el patrocinador del equipo pasó a ser la compañía Ford, que tiene una factoría valenciana. 
La Primera División tuvo este año 22 equipos, por lo que se disputaron 42 jornadas. Se empezó con muchas dudas e irregularidad, alternando malos partidos con encuentros espectaculares como la victoria 4-3 en Mestalla frente al Real Madrid con goles de Gálvez, Fernando, Mijatović y Arroyo. 
En la segunda vuelta el Valencia fue el mejor equipo de la liga, incluso por encima del intratable Atlético de Madrid de Radomir Antić. El equipo empezó a acercarse peligrosamente al Atlético y al Barcelona, que empezaban a perder puntos, y se llegó incluso a ganar 4-1 a los culés con goles de Fernando, Viola y dos de Mijatović, y 2-3 a los colchoneros en el Calderón con dos goles de Mijatović y un cabezazo de Poyatos. 
De forma casi imparable el equipo se acercaba a la cabeza de la clasificación conforme avanzaban las jornadas, con un Mijatović en su mejor temporada valencianista logrando 28 goles. 
En la penúltima jornada en Mestalla se logró vencer 1-0 al Espanyol con el último gol como valencianista de Arroyo tras once temporadas, y esta victoria daba la posibilidad de ser campeones en la última jornada. Era una opción muy improbable al necesitar vencer el Valencia en Balaídos al Celta y además que el Albacete ya descendido ganara en el Vicente Calderón al líder Atlético de Madrid. El Valencia se adelantó con un gol de Mijatović pero el Atlético ganaba sin problemas 2-0 al Albacete, y además en el último minuto empató el 1-1 el Celta. La afición valencianista se quedaba por segundo año consecutivo a las puertas de un título.

### Los problemas con Romario
El verano de 1996 supuso de nuevo varios cambios muy importantes para los siguientes años. Tal vez el mayor de todos fue la marcha de la estrella Pedja Mitjatovic al Real Madrid a cambio de su cláusula de rescisión de 1.250 millones de pesetas. La intención de Roig era incorporar al delantero croata Davor Šuker para verlo jugar junto a Mijatović en el Valencia, pero Lorenzo Sanz tuvo la misma idea y el poder económico merengue convenció a ambos futbolistas. Mijatović negó tener ningún acuerdo con los madridistas y aseguró a la afición che que seguiría en el equipo, y pocos días después se confirmaba su traspaso diciendo que se iba al Real Madrid para poder ganar títulos. Por este motivo de marcharse mintiendo a la afición, el valencianismo nunca le perdonó su salida. 
La reacción de Roig para devolver la ilusión a la gente fue contratar a una estrella mundialmente reconocida: Romario (30 años), fichaje que no gustó al técnico Luis Aragonés que llegó incluso a presentar su dimisión en verano pero no fue aceptada por Roig. Además causaron baja otros hombres importantes como Mazinho, Viola y el veterano Arroyo. En su lugar llegaron Gabi Moya, Vlaovic, el millonario fichaje de Karpin por 1000 millones de pesetas, se repescó al central Iván Campo y llegó también un desconocido delantero argentino de Racing de Avellaneda apodado "El Piojo", Claudio López, que en un principio fue motivo de bromas por su apodo pero que terminó marcando una época en el valencianismo.

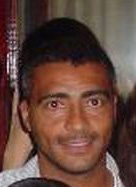
Romario, delantero brasileño fichado en 1996

La convulsa temporada 1996/97 fue la segunda y última temporada con 22 clubes en Primera División, y empezó para el Valencia bastante mal perdiendo las dos primeras jornadas y con una crisis de vestuario debida a la mala relación entre Luis Aragonés y Romario. El brasileño fue alineado en las dos primeras jornadas, pero se quedó fuera de la convocatoria del primer encuentro de la Copa de la UEFA, lo cual indignó al delantero y provocaron una tensa charla entre técnico y jugador a la vista de todos los medios de comunicación en la Ciudad Deportiva. 
El debut valencianista en la UEFA se presentaba de lo más complicado al haber sido emparejado con el vigente campeón: el Bayern de Múnich.  Poca gente confiaba en los che ante el mal inicio liguero, pero la eliminatoria quedó sentenciada en la ida el 10 de septiembre en Mestalla con un abultado 3-0 para los valencianistas con goles de Engonga, Piojo López (en su debut goleador) y Gabi Moya. Este resultado, y la clasificación para la siguiente fase, hizo que el equipo mejorara en su juego, pero siguió siendo muy irregular alternando partidos desastrosos contra equipos débiles y alguna victoria importante como el 3-1 frente al vigente campeón de liga, el Atlético de Madrid en Mestalla, con un gol de Claudio López desde el centro del campo, su primer gol en competición de liga.
Los problemas con Romario continuaban, y su indisciplina y mal comportamiento llevaron en octubre a su cesión al Flamengo brasileño. Los pocos goles que se marcaban estaban muy repartidos entre delanteros y centrocampistas. En la UEFA se superó por la mínima al Slavia de Praga en octubre, y ya en noviembre el rival en octavos de final fue el Besiktas. Tras el partido de ida con victoria 3-1 en Mestalla, y con el equipo en el puesto 11.º en liga tras trece jornadas, el técnico Luis Aragonés presentó su dimisión, con lo que el siguiente partido de liga fue dirigido por su segundo entrenador, José Manuel Rielo (en su tercera ocasión como entrenador provisional del primer equipo). 
El entrenador elegido por Roig para dirigir al equipo fue un técnico muy distinto: Jorge Valdano, que dirigió su primer partido en la 15.ª jornada. Hizo debutar en diciembre al joven canterano de 18 años Farinós, jugador lleno de carácter. El equipo se reforzó en el mercado de invierno con incorporaciones como Leandro y Cáceres, y ya en marzo de 1997 llegó "el Burrito" Ariel Ortega. 
A pesar de los esfuerzos el equipo fue mediocre e irregular, cayendo en Copa en casa frente a Las Palmas de segunda división al dejarse remontar la victoria 0-2 en la ida y caer en los penaltis. En UEFA se llegó a los cuartos de final pero no se plantó cara en ninguno de los dos partidos al Schalke 04, y en liga se terminó 10º en la clasificación, con un Piojo López casi desaparecido al haber anotado solo cinco goles oficiales. La última jornada del campeonato de liga fue frente al Espanyol, último encuentro oficial disputado en el histórico Estadio de Sarrià antes de su demolición.

### Las carreras del Piojo
Tras una nefasta temporada, el técnico Jorge Valdano pidió a Paco Roig en el verano de 1997 una casi total renovación del vestuario, y así fue. Hasta quince futbolistas causaron baja, entre ellos el curioso pack de seis futbolistas al Mallorca. Debido al excesivo número de extracomunitarios, Valdano debía descartar a un jugador en verano, y era Claudio López quien tenía todas las papeletas al no ajustarse al tipo de juego que deseaba el técnico argentino. Finalmente el descarte fue el brasileño Leandro. 
Se confeccionó una plantilla 1997/98 de jugadores con calidad pero dudosa disciplina (Ariel Ortega, Marcelinho Carioca, Saïb, el regreso de Romario...), lo que provocaba un juego algo caótico. Futbolistas veteranos cono Carboni, Djukic o Angloma fueron criticados a su llegada pero con su entrega pronto la afición vería el mucho fútbol que aún quedaba en sus botas. Romario estaba encantado con su regreso al tener buena amistad con Jorge Valdano y encajar en su idea de juego. Jóvenes canteranos como Angulo y Albelda debutaron esta temporada formando parte del primer equipo.

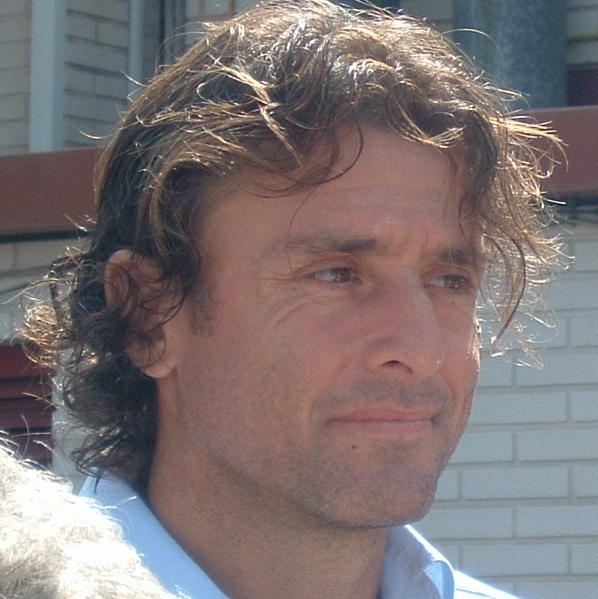
Carboni llegó en 1997 con 32 años y estuvo nueve temporadas

La temporada ya se torció en agosto cuando Romario se lesionó de gravedad en un partido del Trofeo Naranja intentando una chilena, lo cual iba a apartarle de los terrenos de juego hasta dos meses y viajó a Brasil a recuperarse.
Mientras tanto el equipo cayó derrotado en las tres primeras jornadas de liga dando una muy mala imagen, sobre todo Jorge Valdano en El Sardinero al dejar a su propio equipo con un hombre menos al incluir cinco jugadores extracomunitarios sobre el terreno de juego (en lugar de los cuatro reglamentarios) al meter en un cambio al brasileño Marcelinho Carioca, cuando ya estaban en el campo Djukic, Vlaovic, Ortega y Claudio López. Este error, sumado a la imagen y las derrotas consecutivas, terminó con la paciencia de un ya nervioso presidente Paco Roig que no le tembló el pulso al destituir a Jorge Valdano como técnico.
La 4.ª jornada de Liga el equipo ya tenía un nuevo técnico, el italiano Claudio Ranieri, un entrenador totalmente distinto a Valdano que basaba todo su fútbol en la solidez defensiva, sin tener la posesión del balón, pero con un contragolpe letal. Como anécdota, el presidente no supo pronunciar su apellido en la presentación ante los medios y lo llamó "Rinaldi". Hasta la 5.ª jornada no llega la primera victoria del equipo, y la segunda no llega hasta la 10.ª jornada. 
En la jornada 14.ª, con el equipo hundido en un peligroso 17.º puesto de promoción de descenso, el Valencia perdió en casa 0-1 contra la UD Salamanca. Ese 30 de noviembre de 1997 el público de Mestalla dictó sentencia entonando varias veces y casi con unanimidad el "¡Paco vete ya!", concentrándose incluso a las puertas del estadio. 

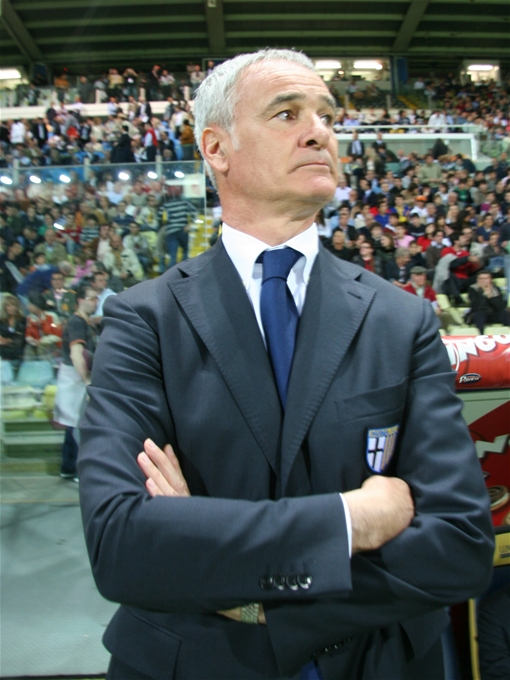
Claudio Ranieri, entrenador del Valencia de 1997 a 1999 que impuso la solidez defensiva y el contragolpe como señas de identidad del equipo

El día 2 de diciembre fue clave al presentar su dimisión el presidente Paco Roig ante la presión de los aficionados, renunciando incluso a quedarse como miembro del consejo de administración. Su sucesor en el cargo sería el vicepresidente Pedro Cortés, que ya lo fue brevemente en 1986, y el nuevo vicepresidente sería Jaime Ortí, que también optaba a la presidencia. Otros consejeros fieles a Roig como Jaime Molina y José Antón también dimitieron. En cambio Manuel Llorente pasó de gerente a ser consejero delegado.
El 7 de diciembre de 1997 la cabeza de Ranieri pendía de un hilo, ya que el equipo no mejoraba, seguía en puestos de descenso y había empatado en Copa contra un equipo de 2.ªB como el Figueres. Perdía el Valencia en Anoeta y la decisión del cambio de técnico ya estaba tomada, hasta que un gol de Gaizka Mendieta en el minuto 79 puso el 1-1 definitivo en el marcador y alargó la paciencia con el técnico. Decisión acertada a posteriori, ya que a continuación llegaron tres victorias consecutivas para terminar el año. 
En el mercado de invierno se traspasó definitivamente a Romario al Flamengo al no encajar nada en absoluto con la filosofía y el fútbol de Ranieri. También salieron Marcelinho Carioca y Moussa Saïb, y llegaron Nico Olivera y una de las sensaciones de la temporada: el delantero rumano Adrian Ilie, que más tarde sería apodado como "la Cobra" por el italiano Ranieri. 
Otras tres victorias consecutivas llegaron a comienzos de 1998, como la épica remontada en el Camp Nou el 19 de enero de 1998 en los últimos veinte minutos con un 3-0 en contra. Se terminó ganando 3-4 con goles de Morigi (69'), Claudio López (73' y 88') y Ariel Ortega (89'), luego la goleada 6-1 al Racing con el estreno goleador liguero de Ilie haciendo una pareja letal con "el Piojo" López, y la tercera en el siempre difícil Santiago Bernabéu con goles de Mendieta e Ilie. 
El equipo parecía otro y completó una magnífica segunda vuelta del campeonato recuperando fútbol y dignidad, ascendiendo hasta un triste pero muy trabajado 9º puesto, que al menos sirvió para que el equipo disputara en verano la Copa Intertoto para acceder a la UEFA. Se recuerdan goles espectaculares como el de Mendieta en San Mamés y el de Ilie al Mérida en Mestalla. Los máximos goleadores fueron Claudio López, que ya empezaba a ser letal con su velocidad al contragolpe, y Adrian Ilie con 12 goles cada uno, aunque el rumano anotó uno más en la Copa. 
Esta temporada fue la despedida del mítico capitán y canterano Fernando Gómez Colomer tras 15 temporadas en el primer equipo y marcar 143 goles en 552 partidos, y también la despedida del veterano portero Andoni Zubizarreta que se retiraba de los terrenos de juego tras cuatro temporadas en el Valencia.